# Kazys Grinius
Kazys Grinius (Selema, Lituania, 17 de diciembre de 1866 - Chicago, Estados Unidos, 4 de junio de 1950) fue el tercer presidente de Lituania, gobernando entre el 7 de junio y el 17 de diciembre de 1926.

## Biografía
Cuando Grinius nació en Selema, Lituania era parte del Imperio ruso. Estudió medicina en la Universidad de Moscú y se graduó como médico. Durante su juventud estuvo involucrado en actividades políticas y fue perseguido por la policía del zar.
El 1896 se casó con Joana Pavalkytė. Durante algunos años vivieron en Virbalis. Tuvieron un hijo en 1899, Kazys, y una hija en 1902, Gražina. Durante la Primera Guerra Mundial, vivieron en Kislovodsk. Su esposa y sus hijos fueron muertos en 1918 en un ataque del Ejército Rojo. Ellos están sepultados en un cementerio de Kislovodsk.
Cuando Lituania obtuvo su independencia en 1918, Grinius formó parte de la Asamblea Nacional como miembro del Partido Popular Campesino. Ejerció de primer ministro entre 1920 y 1922 y firmó un pacto con la Unión Soviética. Elegido presidente por el Tercer Seimas, sirvió apenas 6 meses, siendo depuesto por el golpe de Estado del 1926, liderado por Antanas Smetona.
Cuando la Alemania Nazi invadió Lituania, Grinius rehusó colaborar debido a su oposición a cualquier ocupación extranjera. Huyó a Occidente cuando Lituania fue ocupada por los soviéticos en 1944 y emigró a los Estados Unidos en 1947.
Murió en Chicago, Illinois en 1950. Tras recobrar Lituania su independencia en 1990, sus restos mortales fueron repatriados.